# جامعة وطنية

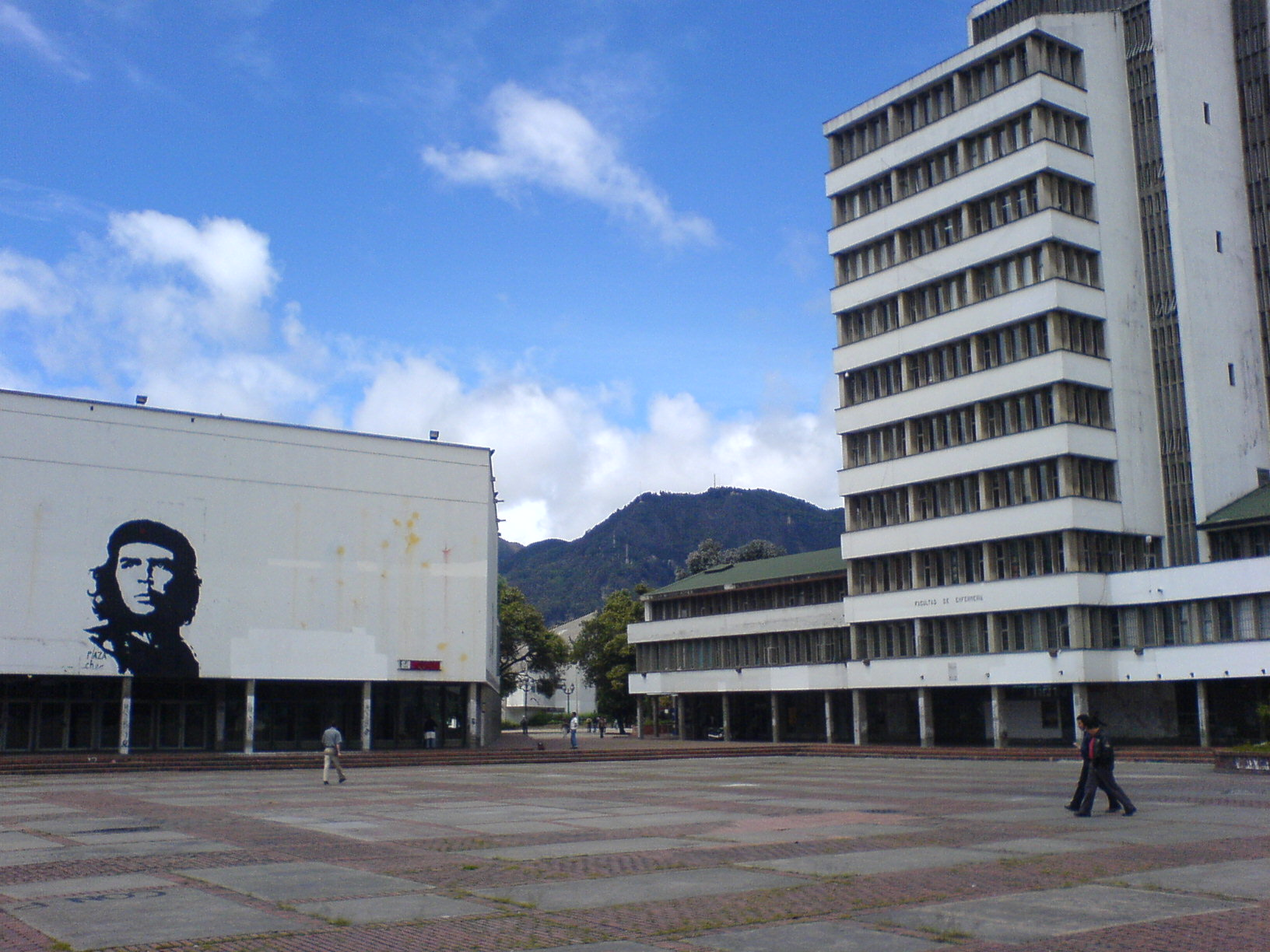

الجامعة الحكومية أو الجامعة الوطنية هي الجامعة التي تتبع الجهاز الإداري للدولة وتعمل تحت إشراف ورقابة مباشرة من الحكومة، يكون الالتحاق بالجامعات الحكومية في بعض الدول مجانيًّا ولكن في الدول الأخرى الالتحاق غير مجاني، لكن الجامعة الحكومية في هذه الحالة تحصل على منح من الحكومة وتخضع لمقياساتها الأكاديمية. وهذا ما يجعل الناس يفضلون الجامعات الحكومية على الجامعات الأهلية أو الجامعات الخاصة.